# Котфін (Лодзинське воєводство)
Котфін (пол. Kotfin) — село в Польщі, у гміні Ґідле Радомщанського повіту Лодзинського воєводства.
Населення — 91 особа (2011).
У 1975-1998 роках село належало до Ченстоховського воєводства.

## Демографія
Демографічна структура станом на 31 березня 2011 року:
|          | Загалом | Допрацездатний вік | Працездатний вік | Постпрацездатний вік |
| -------- | ------- | ------------------ | ---------------- | -------------------- |
| Чоловіки | 46      | 4                  | 32               | 10                   |
| Жінки    | 45      | 3                  | 23               | 19                   |
| Разом    | 91      | 7                  | 55               | 29                   |